# Pachypygus macer
Pachypygus macer är en kräftdjursart som beskrevs av Rolf Dieter Illg 1958. Pachypygus macer ingår i släktet Pachypygus och familjen Notodelphyidae. Inga underarter finns listade i Catalogue of Life.